# منصوره خجسته باقرزاده
منصوره خجسته باقرزاده (زادهٔ ۱۳۲۶) همسر سید علی خامنه‌ای، رهبر جمهوری اسلامی ایران، است. او در خانواده‌ای بازاری و مذهبی در مشهد بزرگ شده و بنا به تأکید خامنه‌ای، فعالیت سیاسی رسمی نداشته است اما معمولاً به دیدار خانواده‌های کشته‌شدگان و معلولین جنگ ایران و عراق می‌رود. او و خامنه‌ای صاحب شش فرزند شدند و هیچ تصویری از او در رسانه‌ها به‌طور رسمی منتشر نشده است.

## زندگی شخصی
پدر وی، محمداسماعیل خجسته باقرزاده از کاسبان مشهد بود. منصوره توسط خدیجه میردامادی، مادر سید علی خامنه‌ای به وی معرفی شد و در اردیبهشت ۱۳۴۳ در ۱۷ سالگی توسط سید محمدهادی میلانی به عقد وی درآمد.
آن‌ها، ۴ پسر و ۲ دختر دارند. فرزندان وی به ترتیب مصطفی، مجتبی، مسعود، میثم، بشری و هدی هستند:
- مصطفی، بیشتر در مطالعات حوزوی مشغول است. او با دختر عزیزالله خوشوقت ازدواج کرده است.
- مجتبی، که در عرصه رسانه‌ای و سیاست کشور مطرح‌تر است، داماد غلامعلی حداد عادل است.
- مسعود، با دختر سید محسن خرازی ازدواج کرده است و با کمال و صادق خرازی رابطه خویشاوندی دارد. گفته می‌شود مسعود در دفتر حفظ و نشر آثار رهبر انقلاب مشغول به فعالیت است.
- میثم نیز با دختر محمود لولاچیان از بازاریان مذهبی تهران ازدواج کرده است. او نیز مانند سید مسعود با دفتر حفظ و نشر آثار رهبر انقلاب همکاری دارد.
- بشری، با محمدجواد گلپایگانی پسر محمدی گلپایگانی ازدواج کرده است.
- هدی، نیز با مصباح‌الهدی باقری کنی فرزند محمدباقر باقری کنی ازدواج کرده است.